# Championnats du monde de cyclisme sur route 1989
Navigation
Renaix 1988 Utsunomiya 1990
Les championnats du monde de cyclisme sur route 1989 ont eu lieu le 27 août 1989 à Chambéry en France. 

## Résultats
| Épreuves :                                       | Or                                                                                    | Or              | Argent                                                                       | Argent | Bronze                                                                      | Bronze |
| Épreuves masculines                              |                                                                                       |                 |                                                                              |        |                                                                             |        |
| Hommes - course en ligne                         | Greg LeMond États-Unis                                                                | 6 h 45 min 59 s | Dimitri Konyshev Union soviétique                                            | -      | Sean Kelly Irlande                                                          | -      |
| Hommes - amateurs - course en ligne              | Joachim Halupczok Pologne                                                             | -               | Éric Pichon France                                                           | -      | Christophe Manin France                                                     | -      |
| Hommes - amateurs - contre-la-montre par équipes | Allemagne de l'Est Mario Kummer Maik Landsmann Jan Schur Falk Boden                   | -               | Pologne Zenon Jaskuła Joachim Halupczok Marek Leśniewski Andrzej Sypytkowski | -      | Union soviétique Yuri Manuylov Viktor Klimov Evgueni Zagrebelny Oleh Halkin | -      |
| Épreuves féminines                               |                                                                                       |                 |                                                                              |        |                                                                             |        |
| Femmes - course en ligne                         | Jeannie Longo France                                                                  | -               | Catherine Marsal France                                                      | -      | Maria Canins Italie                                                         | -      |
| Femmes - contre-la-montre par équipes            | Union soviétique Nadesja Kibardina Tamara Poliakova Laima Zilporite Natalya Melekhina | -               | Italie Monica Bandini Roberta Bonanomi Maria Canins Francesca Galli          | -      | France Valérie Simonnet Cécile Odin Catherine Marsal Nathalie Cantet        | -      |

## Tableau des médailles
| Rang  | Nation             | Or | Argent | Bronze | Total |
| ----- | ------------------ | -- | ------ | ------ | ----- |
| 1     | France             | 1  | 2      | 2      | 5     |
| 2     | Union soviétique   | 1  | 1      | 1      | 3     |
| 3     | Pologne            | 1  | 1      | 0      | 2     |
| 4     | États-Unis         | 1  | 0      | 0      | 1     |
| 4     | Allemagne de l'Est | 1  | 0      | 0      | 1     |
| 6     | Italie             | 0  | 1      | 1      | 2     |
| 7     | Irlande            | 0  | 0      | 1      | 1     |
| Total | Total              | 5  | 5      | 5      | 15    |